# زيدانتا الثاني
كان زيدانتا الثاني (بالإنجليزية: Zidanta II) ملك الحيثيين (المملكة الحيثية الوسطى) حوالي أواخر القرن الخامس عشر قبل الميلاد من 1420 إلى 1410 قبل الميلاد، (حسب تسلسل زمني قصير).

## سيرة
من الممكن أن هذا الملك كان ابن أخ خانتيلي الثاني ولديه زوجة تدعى يايا. عقد زيدانتا السلام من خلال معاهدة تكافؤ مع حاكم يدعى بيليا، وهو نظير له في مملكة كيزواتنا. كانت هذه آخر معاهدة تكافؤ وقعها ملك للحيثيين مع ملك لكيزواتنا.
خلفه الملك خوزيا الثاني على عرش الحيثيين رغم أن العلاقة بينهما ما زالت غير واضحة.